# Jurský svět: Znovuzrození
Jurský svět: Znovuzrození (Jurassic World Rebirth) je sci-fi dobrodružný film režiséra Garetha Edwardse, který byl uveden do amerických kin 2. července (v Česku 3. července) 2025. Jde o sedmý snímek ze série Jurský park a volné pokračování snímku Jurský svět: Nadvláda z roku 2022. V hlavních rolích se objevili Scarlett Johanssonová jako Zora Bennett, Mahershala Ali jako Duncan Kincaid a Jonathan Bailey jako Henry Loomis. První trailer vyšel 5. února 2025.
Snímek k 11. červenci 2025 vydělal již rovných 800 milionů amerických dolarů oproti rozpočtu o 180 milionech dolarů.

## Recenze
Film bývá oceňován za určitou míru snahy o udržení vědecké přesnosti při zobrazování vzhledu a chování dinosaurů. Ve filmu se objevují mnohé druhy dinosaurů i jiných pravěkých živočichů, které v předchozích filmech z této série nebyly zobrazeny (například obří ptakoještěr Quetzalcoatlus nebo malý rohatý dinosaurus Aquilops).